# Claviger pouzaui
Claviger pouzaui – chrząszcz z rodziny kusakowatych, podrodziny Pselaphinae.

## Występowanie
Występuje we Francji i Hiszpanii.

## Podgatunki
- Claviger pouzaui cobosi Mateu, 1954
- Claviger pouzaui pouzaui Saulcy, 1862
- Claviger pouzaui validus Besuchet, 1961